# Necromys lasiurus
Necromys lasiurus és una espècie de mamífer rosegador de la família dels cricètids. Viu a l'Argentina, Bolívia, el Brasil, el Paraguai i el Perú. S'alimenta d'insectes i fruita. Els seus hàbitats naturals són les zones obertes, els herbassars, les vores dels boscos i els enclavaments de cerrado a l'Amazones. És una espècie en risc mínim, és a dir, no sembla que hi hagi cap amenaça significativa per a la seva supervivència. El seu nom específic, lasiurus, significa ‘cua peluda’ en llatí.